# Canadian Professional Hockey League
Die Canadian Professional Hockey League (Canpro) war eine professionelle, nordamerikanische Eishockeyliga, die 1926 gegründet wurde. Nach drei Spielzeiten wurde aus der Liga die International Hockey League gegründet. Der Name „Canadian Professional Hockey League“ wurde schließlich für eine neue Liga von IHL-Farmteams verwendet, die jedoch ausschließlich in der Saison 1929/30 existierte.

## Canpro League (1926–1929)
Am 27. Juni 1926 wurde eine Versammlung in Hamilton, Ontario abgehalten zur Gründung einer neuen Profiliga. Aufgrund von Streitigkeiten mit ihrem Verband, der Ontario Hockey Association, entschlossen sich sieben OHA-Mitglieder zur Schaffung einer Profiliga, die eng mit der National Hockey League verbunden sein sollte. Zwar waren Brantford und Toronto bei der Gründungsversammlung dabei, jedoch konnten sich beide Teams nicht mit den anderen einigen. Die übrigen fünf Mannschaften wurden die Gründungsmitglieder der neuen CPHL. Dies waren Hamilton, London, Niagara Falls, Stratford und Windsor. Zum Präsidenten der Liga wurde am 4. August Charles King aus Windsor ernannt, der die Liga in den drei Jahren ihres Bestehens führte. 
Während der Jahreshauptversammlung im September 1929 wurde King als Präsident wiedergewählt und die Liga in International Hockey League umbenannt. 

### Mannschaften
| - Buffalo Bisons (1928–1929; traten IHL bei) - Detroit Olympics (1927–1929; traten IHL bei) - Hamilton Tigers (1926–1929, traten IHL bei) - Kitchener Flying Dutchmen (1928–1929) - Kitchener Millionaires (1927–1928; wurden Toronto Millionaires) - London Panthers (1926–1929; traten IHL bei) | - Niagara Falls Cataracts (1926–1929; traten IHL bei) - Stratford Nationals (1926–1928) - Toronto Millionaires (1928–1929; traten IHL bei) - Toronto Ravinas (1927–1928) - Windsor Bulldogs (1928–1929; traten IHL bei) - Windsor Hornets (1926–1928; wurden Windsor Bulldogs) |

### Meister
| Saison | Reg. Saison         | Playoffs            |
| ------ | ------------------- | ------------------- |
| 1927   | Stratford Nationals | London Panthers     |
| 1928   | Stratford Nationals | Stratford Nationals |
| 1929   | Detroit Olympics    | Windsor Bulldogs    |

## Canpro League (1929–1930)
Teddy Oke sorgte dafür, dass die Canadian Professional Hockey League auch nach Gründung der International Hockey League in Ontario verblieb. Aus diesem Grund entschloss man sich dazu, die Liga mit Farmteams der IHL-Mannschaften zu füllen, um sich so gegenüber anderen Ligen zu etablieren. In der Saison 1929/30 bestand die Liga jedoch nur aus vier Teams (aus Kitchener, Galt, Guelph und Brantford). 
Der Ligapräsident war Robert Dawson aus Guelph. Die Liga wurde in dieser Form bereits nach einer Saison wieder aufgelöst, da Galt und Guelph der Ontario Professional Hockey League beitraten.

### Mannschaften
- Brantford Indians
- Galt Terriers
- Guelph Maple Leafs
- Kitchener Flying Dutchmen

### Meister
- 1930: Guelph Maple Leafs (reguläre Saison u. Playoffs)